# Sheila Larken
Sheila Larken (nacida el 24 de febrero de 1944) es una actriz de televisión americana, conocida por protagonizar a Margaret Scully, la madre de Dana Scully, en Expediente X.

## Primeros años y carrera
Larken nació en Brooklyn, Nueva York y ha aparecido en series de televisión tan notables como Bonanza, Gunsmoke, Centro Médico, Marcus Welby, M.D., Hawái Cinco-O,  Toma un Ladrón, Barnaby Jones, Starsky y Hutch, Trapper John, M.D., Poca Casa en el Prairie, Rawhide, El Increíble Hulk, Dallas y La ley de Los Ángeles. Ella también apareció en "Ninguna salida fuera," el episodio final de la serie antológíca de 1977 Desenlace inesperado (conocido en el Reino Unido como A Twist in the Tale). Sus películas para televisión incluyen Attack on Terror: The FBI vs. the Ku Klux Klan (1975), Cave In! (1983) y La Hora de Medianoche (1985).

## Filmografía (Selección)

### Películas
- Pago a un asesino (1987)
- Mente asesina (1991)
- Caminar de nuevo (1994)
- Maltratada (1995)
- Violación en el ejército (1995)

### Series
- Medical Center (1969-1973)
- Storefront Lawyers (1970-1971)
- Expediente X (1993 - 2016)

## Vida personal
Sheila Larken vive en Bellingham, Washington, con su marido, el productor televisivo R.W. Goodwin. Tiene 3 hijos y dos son de su matrimonio con Goodwin.